# زجیسواف کارچفسکی
زجیسواف کارچفسکی (لهستانی: Zdzisław Karczewski؛ ‏ ۲۲ مارس ۱۹۰۳ – ۳۰ سپتامبر ۱۹۷۰) بازیگر اهل لهستان بود.
از فیلم‌هایی که وی در آن نقش داشته‌است، می‌توان به مجروح در جنگل، کرانه‌ای دیگر، دکتر مورک، بولک و لولک و بال‌های سیاه اشاره کرد.